# Frans-classicisme
Het Frans-classicisme (ca. 1669- ca. 1730) is een stroming in de Nederlandse literatuur, die vooral van invloed was op het schrijven van toneelstukken. In deze periode begon men zich meer op de 'moderne klassieken' te richten, eigentijdse Franse classicistische schrijvers als Corneille en Racine die omwille van hun strakke vormprincipes als voorbeeld werden genomen.

## Geschiedenis
De stroming ontstond rond 1669 en eindigde ruim een eeuw later. De naam refereert aan de grote invloed die uitging van enkele Franse auteurs op de literatuur van die tijd. Vooral Corneille werd bewonderd, niet alleen vanwege zijn toneelstukken maar ook vanwege zijn toneeltheorie. Veel toneelstukken en andere literaire teksten werden toen uit het Frans vertaald. Het Frans-classicisme omvat echter ook vertalingen uit het Latijn, Grieks, Spaans, Engels en Duits, en is ook van toepassing op een groot aantal originele Nederlandse teksten. En behalve de Franse theoretici hebben ook de klassieken (Aristoteles, Horatius en Donatus), de humanisten (Madius, Minturno en Riccobonus) en de Nederlandse geleerden (Heinsius, Vossius en Grotius) veel aan de theorie van het Frans-classicisme bijgedragen.
De  stroming ontstond in de kring van het kunstgenootschap Nil Volentibus Arduum, een groep Amsterdamse dichters en cultuurliefhebbers die op hun wekelijkse vergaderingen – naast vele andere onderwerpen - spraken over de regels van de toneelpoëzie en deze wilden opleggen om de kwaliteit van het toneel te verbeteren. Voor dat doel schreef Andries Pels een verhandeling op rijm: Gebruik én misbruik des tooneels (1681). Volgens de leden van het dichtgenootschap ontbrak het renaissancestukken in de regel aan een doorzichtige en evenwichtige structuur.

## Leer
De leden van Nil Volentibus Arduum stelden wetten op, waaraan toneelstukken moesten voldoen. Deze wetten concentreren zich rond drie thema’s: de eenheden, de waarschijnlijkheid en de hartstochten.
Wat de eenheden betreft, vond men dat een toneelstuk een organische structuur moest hebben – dit is de zogenaamde eenheid van handeling. Alle onderdelen van het toneelstuk moesten samenhangen: het begin moest naar het midden verwijzen en het slot uit het midden voortvloeien. Ook moest het spel zich op één plaats afspelen (eenheid van plaats) en binnen maximaal 24 uur (eenheid van tijd).
De waarschijnlijkheid werd verbonden met het decorum, of zoals men dat in Frankrijk noemde, de bienséances. Wat niet gepast was of als schokkend werd ervaren mocht niet op het toneel worden uitgebeeld, evenmin als onwaarschijnlijke of al te alledaagse zaken. Het onderwerp van het toneelstuk moest een zekere deftigheid hebben.
Wat de hartstochten betreft sloot de theorie aan bij de nieuwe filosofische inzichten van Descartes en Spinoza. Zij ontwierpen, op basis van de oude systemen die in de retorica en in de stoïcijnse filosofie waren gemaakt, nieuwe indelingen van de hartstochten. Maar de klassieke, reeds door Aristoteles geëiste, hartstochten van vrees en medelijden bleven bepalend voor de inhoud van de tragedie. Daarnaast onderscheidde men een groot aantal hartstochten, zoals liefde, jaloezie, spijt, haat en eerzucht. Voor het blijspel werd de psychologie van de lach, die reeds in de antieke retorica was uitgewerkt, opnieuw geformuleerd.

## Aanhangers
Aanhangers van het Frans-classicisme waren Lucas Rotgans, Balthazar Huydecoper, Lucas Schermer, Johan Feitama, Jan Haverkamp, Nicolaas Willem op den Hooff, Frans Rijk, Pieter Johannes Uylenbroek, Abraham Bogaert en Abraham Louis Barbaz. Pas toen met auteurs als Rhijnvis Feith en Willem Bilderdijk de romantiek zich aankondigde, verloor het Frans-classicisme zijn glans.
Middeleeuwen · Renaissance · Frans-classicisme · Tachtigers · Postmodernisme 

Vlaamse literatuur · Literatuur van het Caribisch deel van het Koninkrijk der Nederlanden · Surinaamse literatuur

Dichters · Prozaschrijvers · Vlaamse schrijvers · Schrijvers uit het Caribisch deel van het Koninkrijk der Nederlanden · Surinaamse schrijvers · Literaire tijdschriften · Manuscripten